# Vana Tallinn

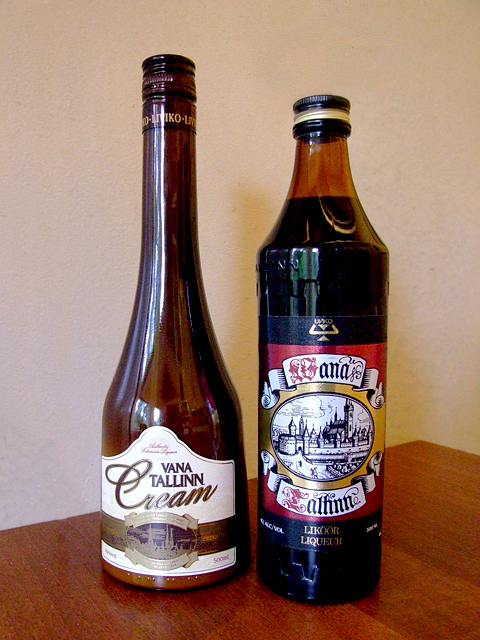
Botellas de Vana Tallinn

Vana Tallinn (en idioma estonio, Vieja Tallinn) es un licor producido por la compañía estonia Liviko desde 1898. Se encuentra disponible en las variedades de 40%, 45% y 50% de alcohol), así como en 16% en crema de licor (Vana Tallinn Kooreliköör). El licor posee un sabor dulce con un leve sabor a ron, aromatizado por varias especias naturales, entre las que se incluyen el aceite cítrico, canela y vainilla.
El Vana Tallinn es ampliamente encontrado en todos los países bálticos (Estonia, Letonia y Lituania).
La dulzura y el aroma enmascaran la alta graduación alcohólica que este licor contiene, volviéndolo potencialmente peligroso, especialmente en un cóctel conocido como "hoz y martillo", donde este licor se mezcla con champán ruso. La bebida recibe este nombre porque, según una leyenda local, alcanza la cabeza de quien la bebe y le corta las piernas. Se mezcla a razón de una parte de Vana Tallinn por cada cuatro partes de champán.
El Vana Tallinn también puede mezclarse con soda o leche para producir algo semejante a la versión crema de licor.